# Poliedro composto

La stella ottangola è il più semplice poliedro composto regolare, ed è l'unione di due tetraedri in posizione duale.

In geometria solida si chiama poliedro composto o composto poliedrico una figura geometrica formata da due o più poliedri che condividono un baricentro comune.
Ad ogni composto poliedrico sono associate due particolari caratteristiche che individuano due nuovi poliedri ad esso correlati:
– la chiusura convessa di un composto è il più piccolo poliedro convesso che lo contiene;
– l'intersezione o nucleo di un composto è la porzione di spazio comune a tutti i suoi componenti.
Si deduce facilmente che il nucleo di un composto poliedrico è esso stesso un poliedro ed in particolare che è un poliedro convesso se tutti i componenti sono convessi.
La chiusura convessa è detta anche, in maniera del tutto equivalente, inviluppo convesso oppure involucro convesso.
Un esempio di composto poliedrico è la stella ottangola mostrata in figura: essa è un composto di due tetraedri regolari ed ha come chiusura convessa un cubo e come nucleo un ottaedro.

## Composti regolari
Un composto poliedrico si dice regolare se soddisfa le normali condizioni di regolarità che valgono anche per i poliedri semplici (non composti) ossia deve essere omogeneo nei vertici, negli spigoli e nelle facce: cioè per ogni coppia di vertici (o di spigoli o di facce) esiste una simmetria del poliedro che trasforma uno dei due elementi nel secondo.
Risulta evidente perciò che affinché un composto sia regolare è necessario – ma non sufficiente – che tutti i suoi componenti siano regolari ed eguali tra loro. Più nello specifico i componenti saranno esclusivamente tetraedri, ottaedri o cubi.
Esistono in tutto 5 poliedri composti regolari (ovvero 6 se si considerano le due forme chirali di uno come due poliedri distinti). Sono elencati di seguito:
| componenti            | figura | elementi notevoli    | inviluppo convesso | intersezione          | simmetrie     | duale                 |
| --------------------- | ------ | -------------------- | ------------------ | --------------------- | ------------- | --------------------- |
| 2 tetraedri           |        | V = 8 S = 12 F = 8   | cubo               | ottaedro              | 48 gruppo Oh  | sé stesso             |
| 5 cubi                |        | V = 20 S = 60 F = 30 | dodecaedro         | triacontaedro rombico | 120 gruppo Ih | 5 ottaedri            |
| 5 ottaedri            |        | V = 30 S = 60 F = 40 | icosidodecaedro    | icosaedro             | 120 gruppo Ih | 5 cubi                |
| 5 tetraedri (chirale) |        | V = 20 S = 30 F = 20 | dodecaedro         | icosaedro             | 60 gruppo I   | 5 tetraedri speculari |
| 10 tetraedri          |        | V = 20 S = 60 F = 40 | dodecaedro         | icosaedro             | 120 gruppo Ih | sé stesso             |

I gruppi {\displaystyle O_{h}} e {\displaystyle I_{h}} sono rispettivamente il gruppo di simmetria dell'ottaedro e dell'icosaedro. Il gruppo {\displaystyle I} è il sottogruppo in {\displaystyle I_{h}} dato dalle simmetrie che preservano l'orientazione.
Il poliedro duale del composto di cinque tetraedri è l'immagine riflessa di sé stesso; l'unione dei due forma il composto di dieci tetraedri.

## Composti uniformi
Una caratteristica meno restrittiva rispetto alla regolarità è quella di uniformità, che include tutti i composti con vertici omogenei, le cui facce siano poligoni regolari. Ciò implica che i componenti debbano essere essi stessi uniformi e congruenti tra loro.

Una classificazione completa di tutti i possibili composti uniformi fu fornita da John Skilling nel 1976. L'elenco enumera 75 elementi, indicati con la sigla UC (uniform compound) seguita da un indice numerico. Vi sono inclusi i 5 composti regolari, 20 composti non banali di prismi ed antiprismi, 2 classi infinite di prismi e 4 classi infinite di antiprismi. Alcuni dei composti uniformi hanno un grado di libertà rotazionale, cioè l'inclinazione dei componenti è variabile, pur mantenendo inalterate le simmetrie del composto.

Esempi di composti poliedrici uniformi
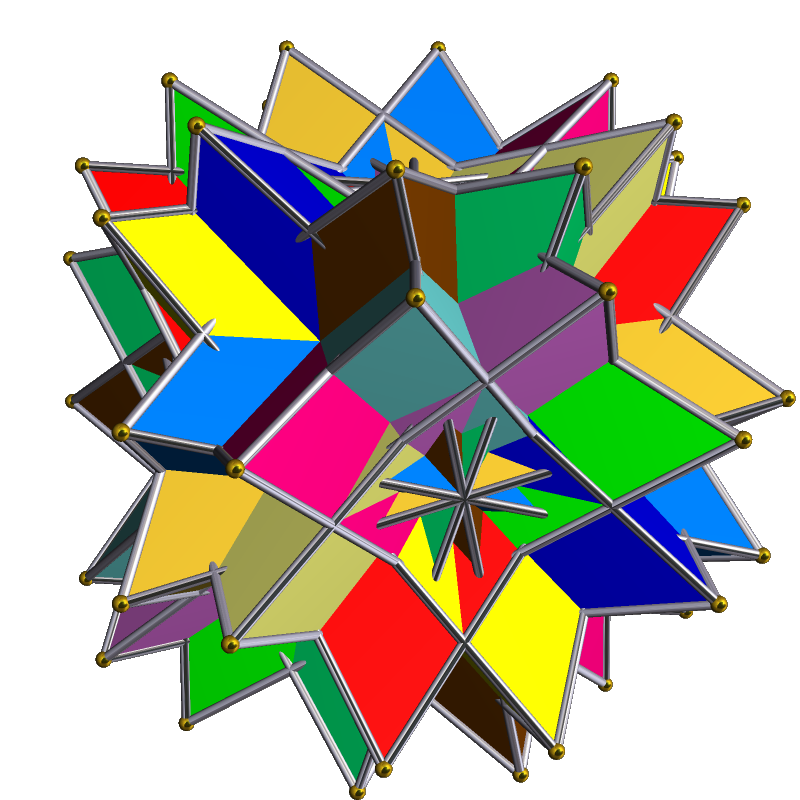
12 tetraedri UC02 (rotazione libera)
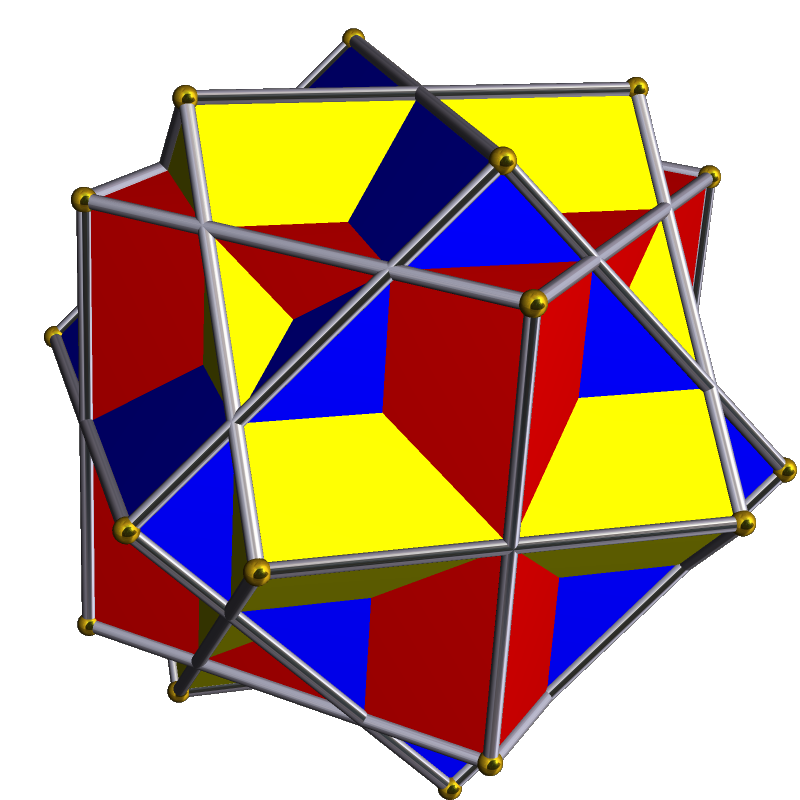
3 cubi UC08
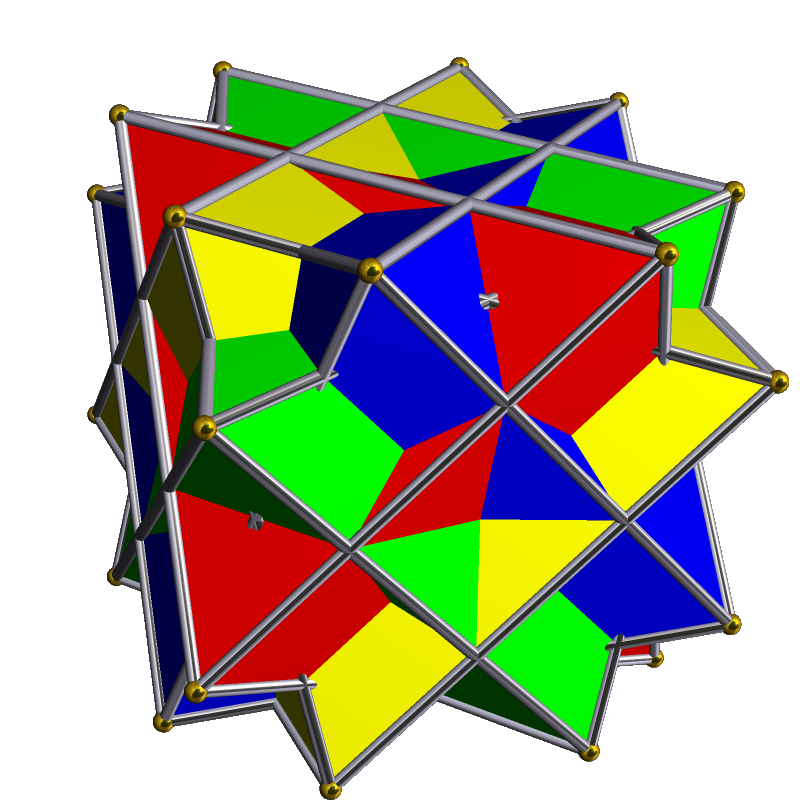
4 ottaedri UC12
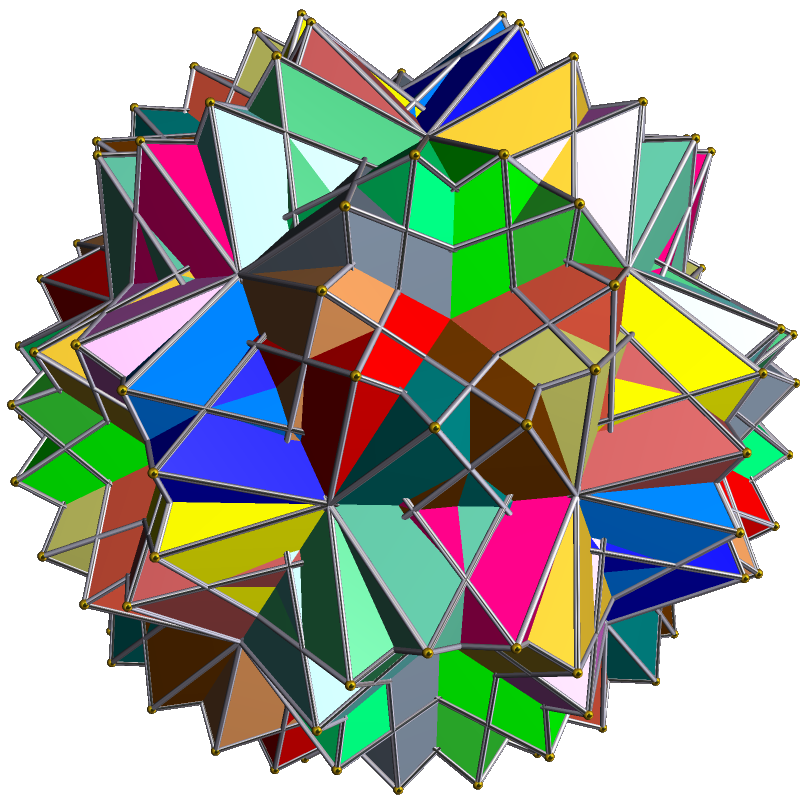
20 ottaedri UC13 (rotazione libera)
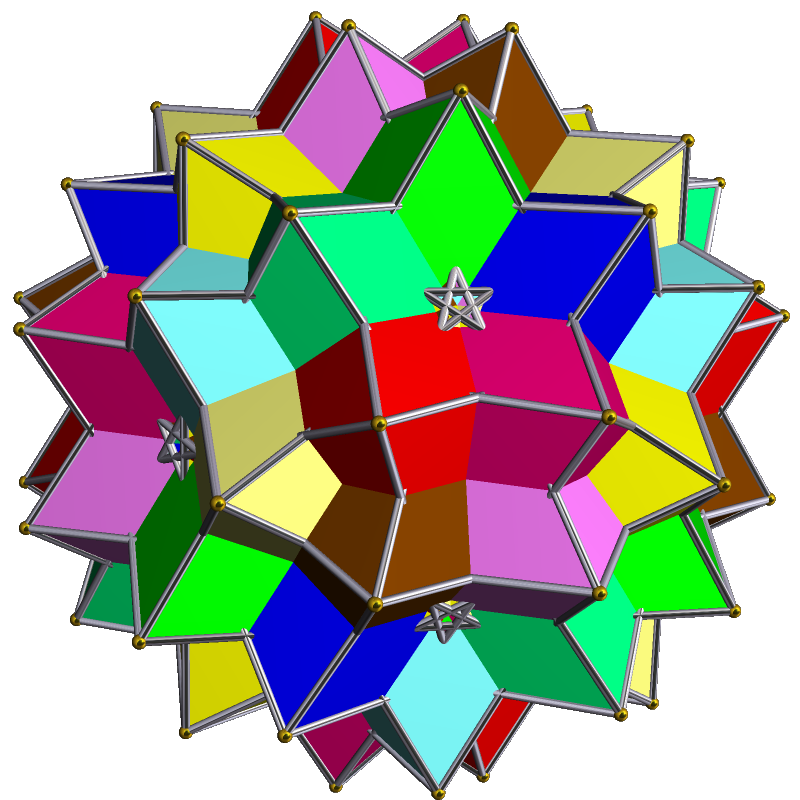
10 ottaedri UC15 (primo tipo)
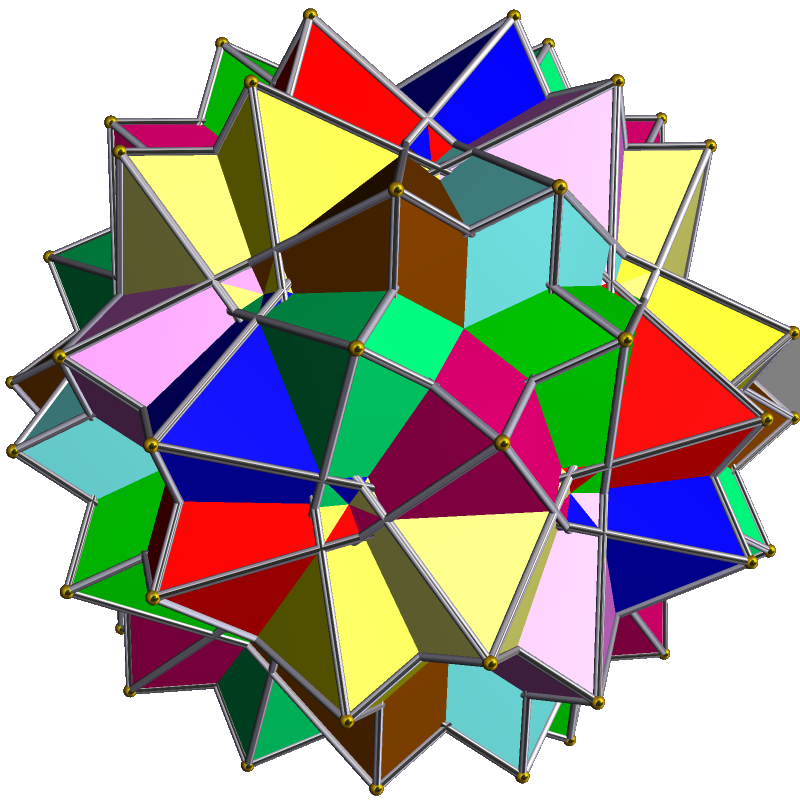
10 ottaedri UC16 (secondo tipo)
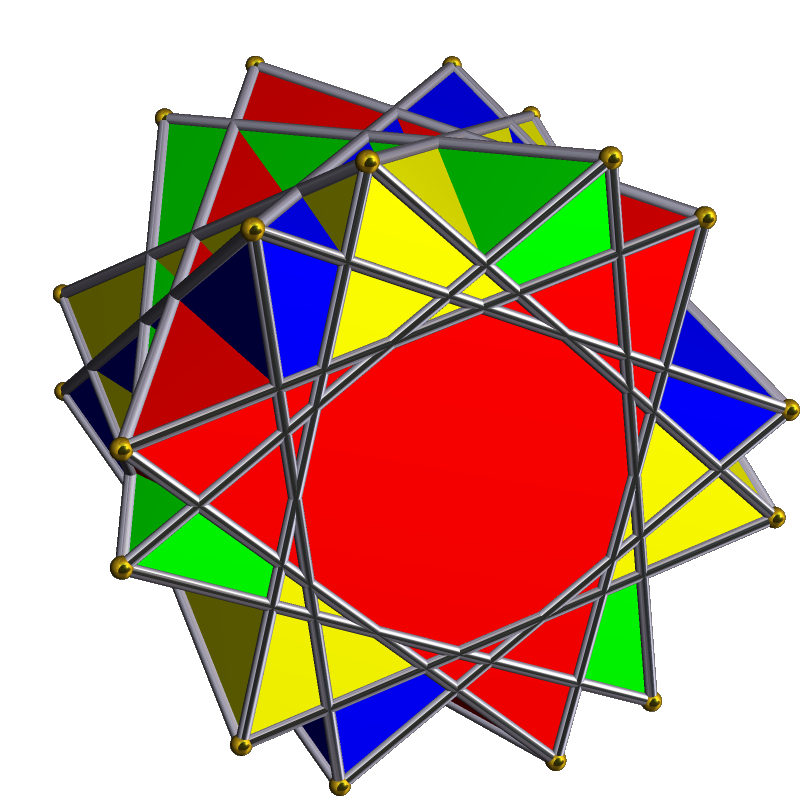
2n antiprismi di basi {p/q} con q dispari UC22
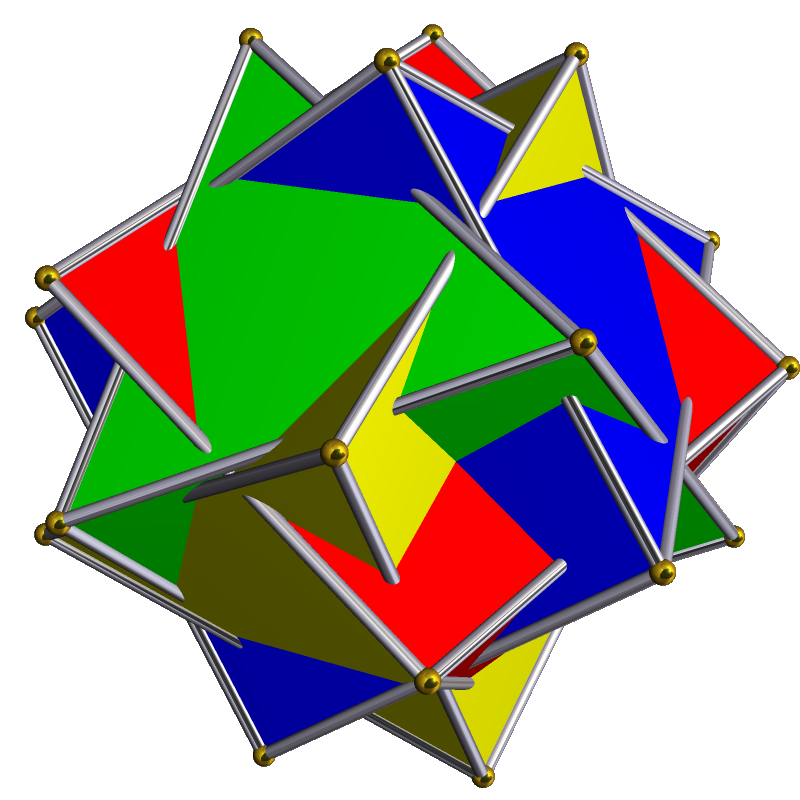
4 prismi triangolari UC30 (chirale)
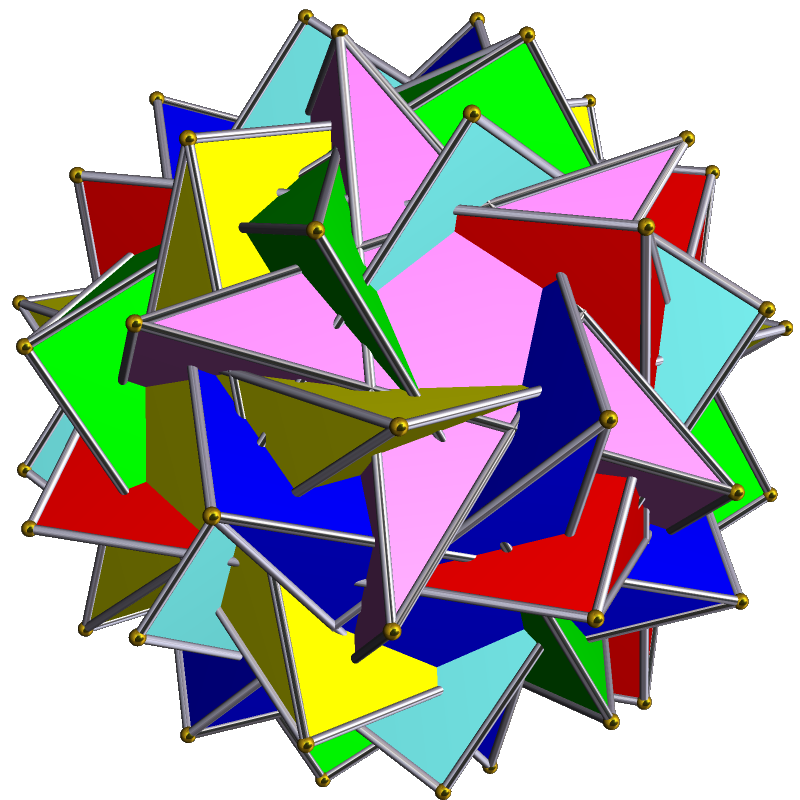
6 prismi stellati pentagonali UC36 (chirale)
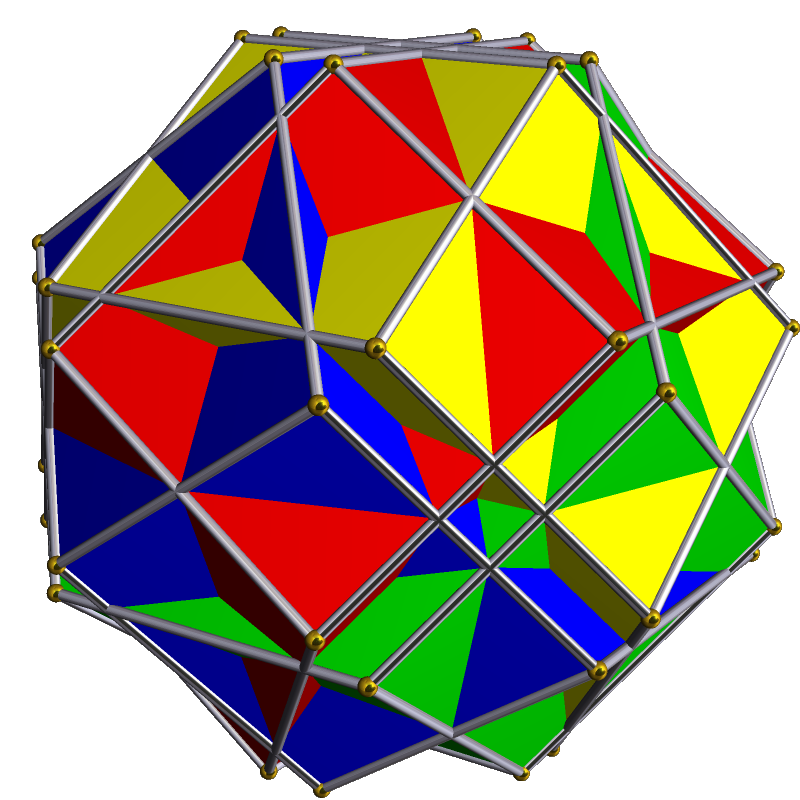
4 prismi esagonali UC38
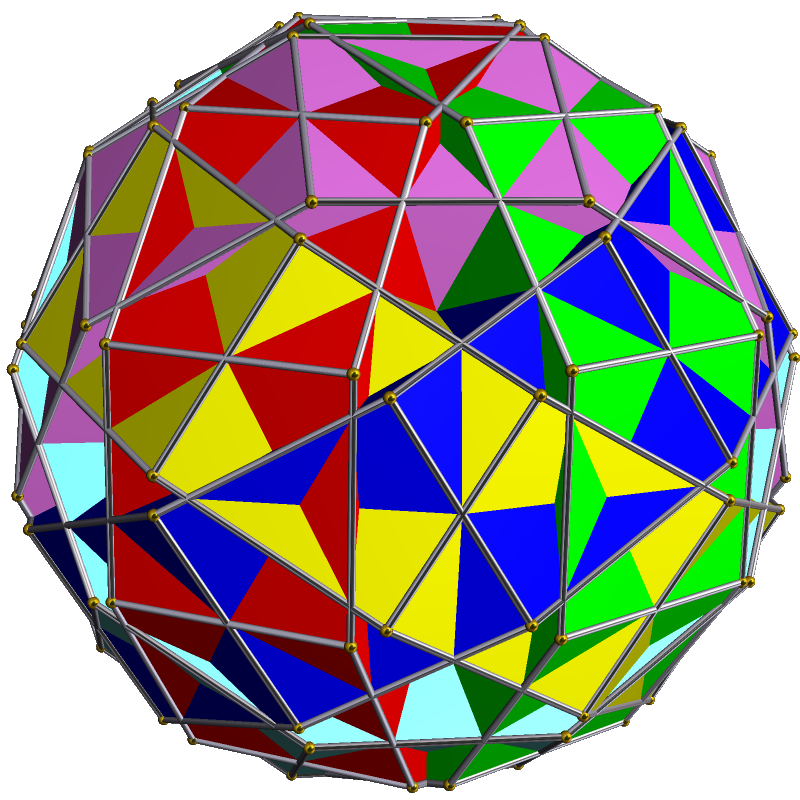
6 prismi decagonali UC40
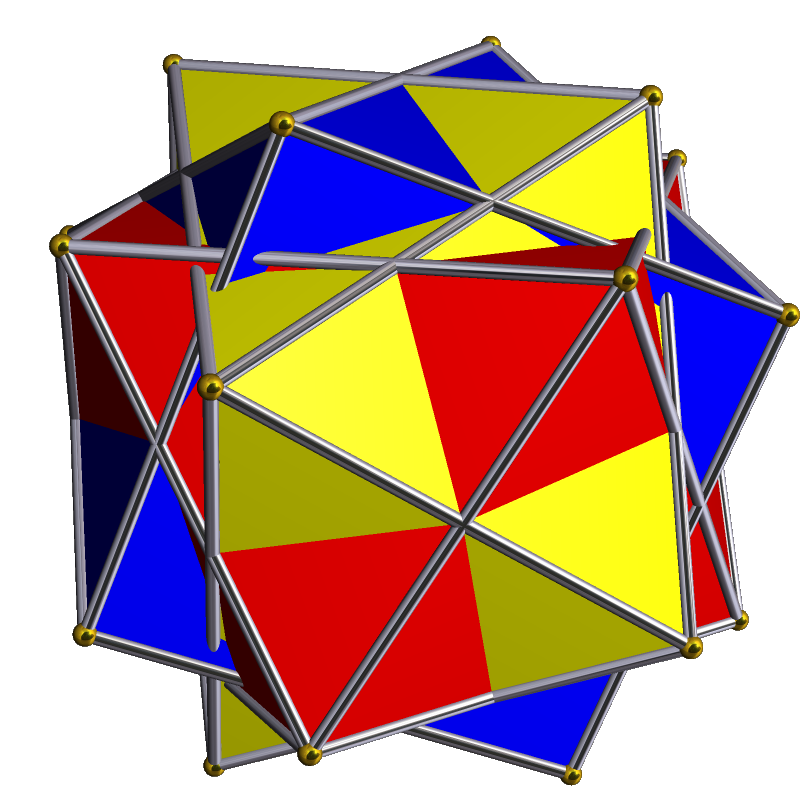
3 antiprismi quadrati UC42
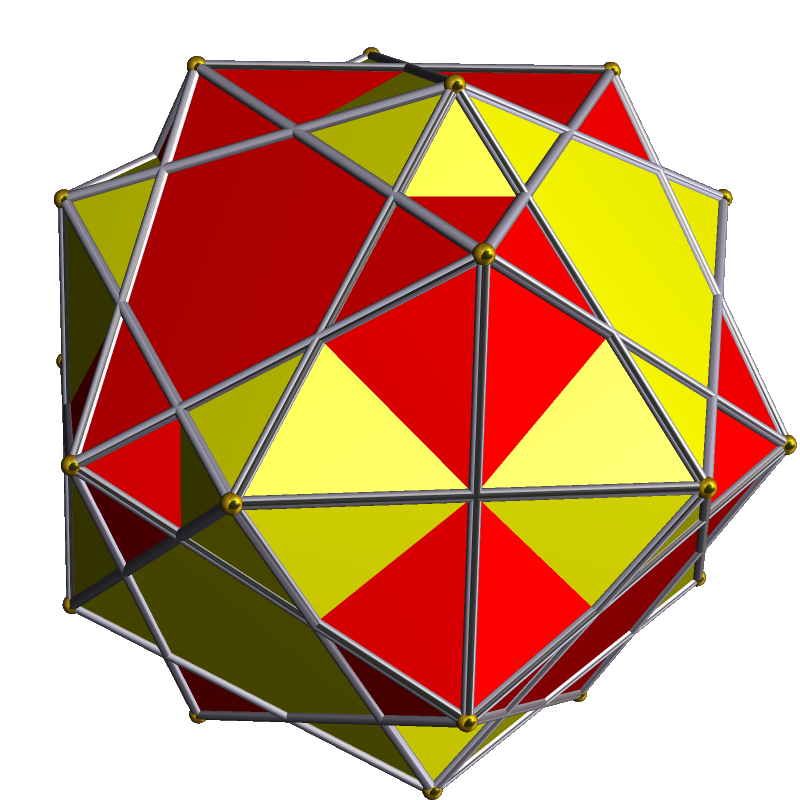
2 icosaedri UC46
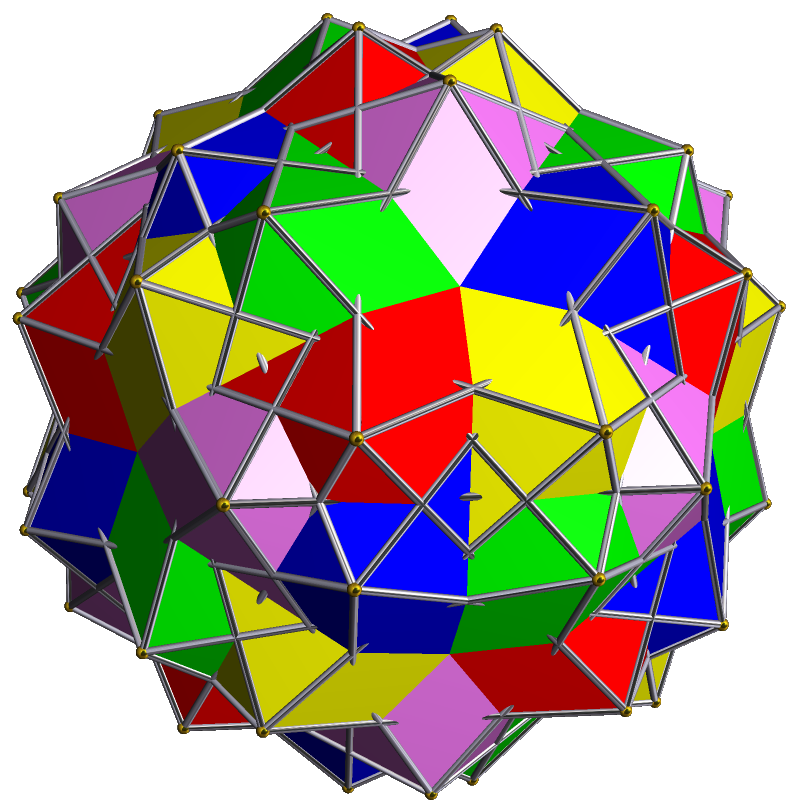
5 icosaedri UC47
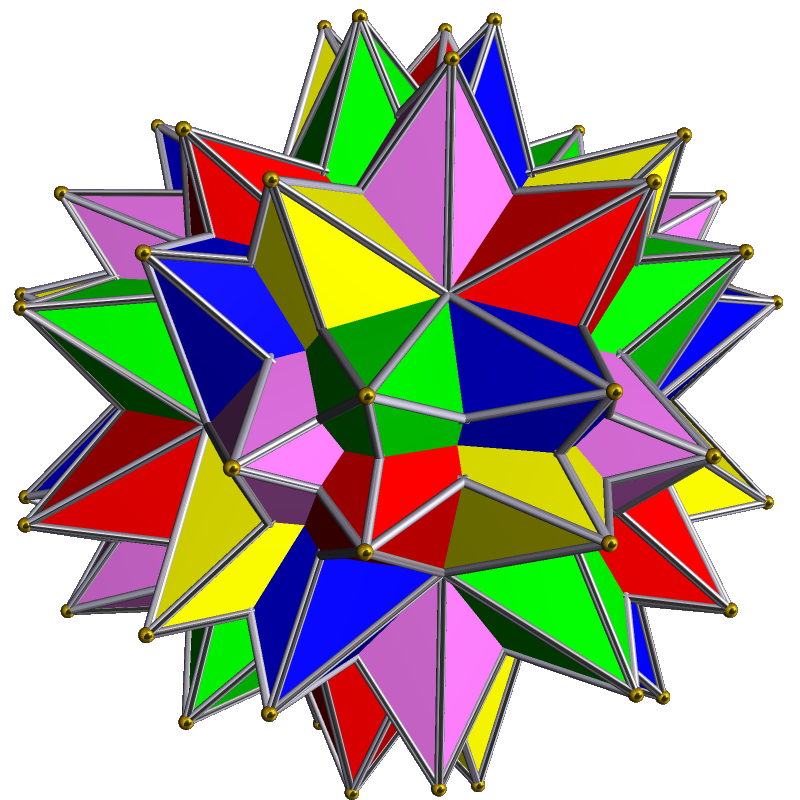
5 piccoli dodecaedri stellati UC51
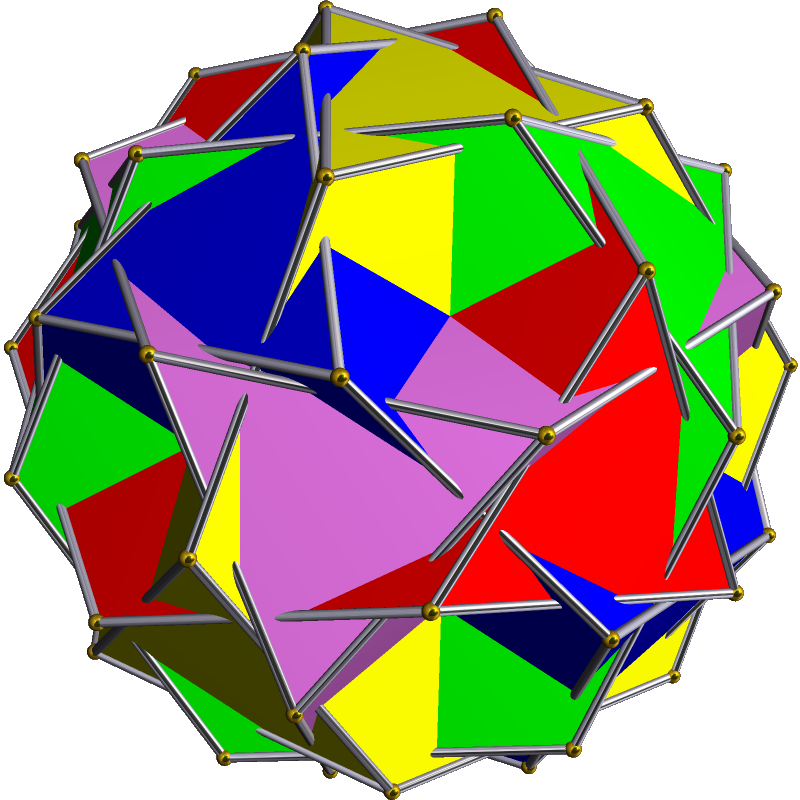
5 tetraedri troncati UC55 (chirale)
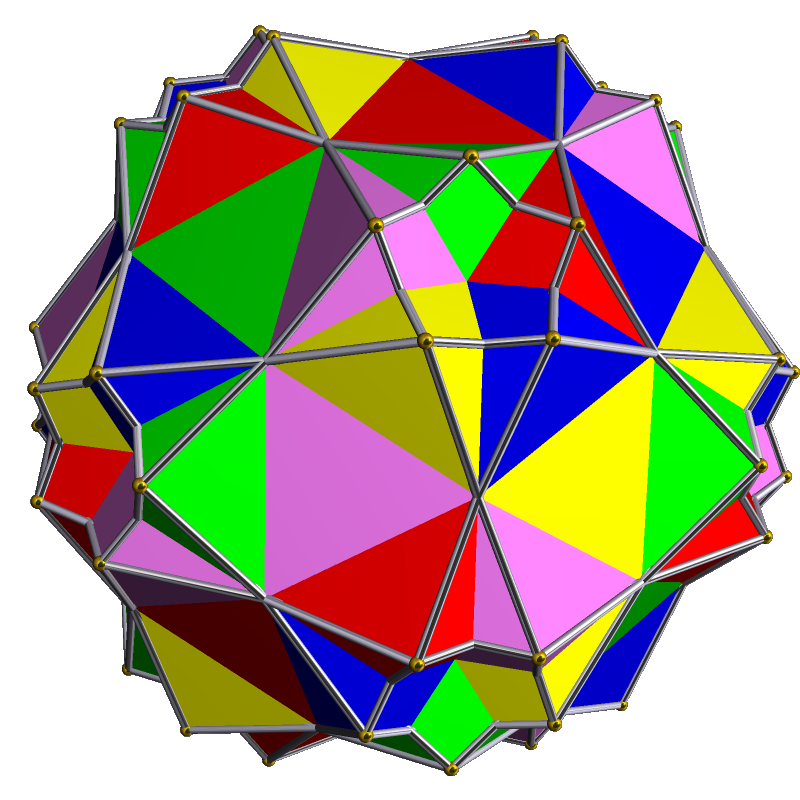
5 cubottaedri UC59
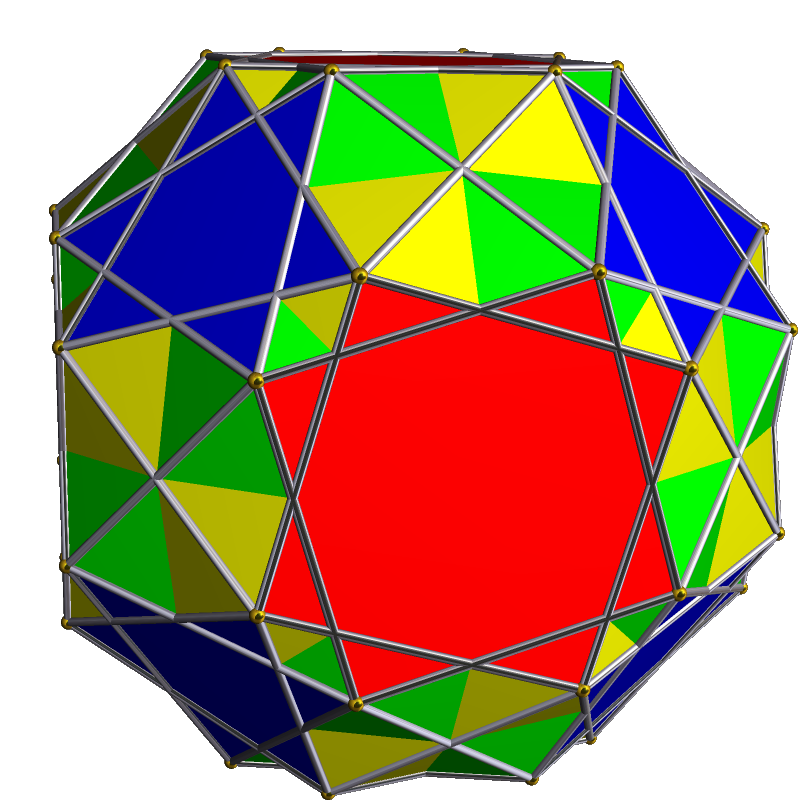
2 cubi simi (speculari) UC68

Il composto di 20 ottaedri con libertà rotazionale (UC13) presenta 4 casi particolari, classificati con codici distinti: il composto regolare di 5 ottaedri (UC17), due differenti composti di 10 ottaedri (UC15 e UC16) ed un composto di 20 ottaedri "fisso" con vertici a due a due coincidenti (UC14).
I poliedri uniformi chirali (simi, camusi, retrocamusi e camusi invertiti) formano naturalmente un composto poliedrico uniforme se sovrapposti alla propria immagine riflessa. Rientra in questa categoria – pur non essendo chirale – anche l'icosaedro, considerato come un "tetraedro simo".
Non vi è alcun caso di composto poliedrico uniforme costituito da dodecaedri platonici, né da grandi dodecaedri stellati.